# Stazioni ferroviarie del Giappone (J)
| Stazioni ferroviarie del Giappone | Stazioni ferroviarie del Giappone | Stazioni ferroviarie del Giappone | Stazioni ferroviarie del Giappone | Stazioni ferroviarie del Giappone | Stazioni ferroviarie del Giappone | Stazioni ferroviarie del Giappone | Stazioni ferroviarie del Giappone | Stazioni ferroviarie del Giappone | Stazioni ferroviarie del Giappone | Stazioni ferroviarie del Giappone | Stazioni ferroviarie del Giappone | Stazioni ferroviarie del Giappone | Stazioni ferroviarie del Giappone | Stazioni ferroviarie del Giappone | Stazioni ferroviarie del Giappone | Stazioni ferroviarie del Giappone | Stazioni ferroviarie del Giappone | Stazioni ferroviarie del Giappone | Stazioni ferroviarie del Giappone | Stazioni ferroviarie del Giappone |
| --------------------------------- | --------------------------------- | --------------------------------- | --------------------------------- | --------------------------------- | --------------------------------- | --------------------------------- | --------------------------------- | --------------------------------- | --------------------------------- | --------------------------------- | --------------------------------- | --------------------------------- | --------------------------------- | --------------------------------- | --------------------------------- | --------------------------------- | --------------------------------- | --------------------------------- | --------------------------------- | --------------------------------- |
| A                                 | B                                 | C                                 | D                                 | E                                 | F                                 | G                                 | H                                 | I                                 | J                                 | KL                                | M                                 | N                                 | OP                                | R                                 | S                                 | T                                 | U                                 | W                                 | Y                                 | Z                                 |

## Lista delle stazioni
| Stazione di JA Hiroshimabyouin-mae          | JA広島病院前駅（じぇいえーひろしまびょういんまえ）         |
| Stazione di Jatco-mae                       | ジヤトコ前駅（じやとこまえ）                               |
| Stazione di Jichi-idai                      | 自治医大駅（じちいだい）                                   |
| Stazione di Jidōshagakkōmae                 | 自動車学校前駅（じどうしゃがっこうまえ）                   |
| Stazione di Jieitaimae                      | 自衛隊前駅（じえいたいまえ）                               |
| Stazione di Jifuku                          | 地福駅（じふく）                                           |
| Stazione di Jigenji                         | 慈眼寺駅（じげんじ）                                       |
| Stazione di Jigozen                         | 地御前駅（じごぜん）                                       |
| Stazione di Jikkokutōge                     | 十国峠駅（じっこくとうげ）                                 |
| Stazione di Jikkokutōge-Noboriguchi         | 十国峠登り口駅（じっこくとうげのぼりぐち）                 |
| Stazione di Jimba                           | 陣場駅（じんば）                                           |
| Stazione di Jimbohara                       | 神保原駅（じんぼはら）                                     |
| Stazione di Jimbōchō                        | 神保町駅（じんぼうちょう）                                 |
| Stazione di Jimmachi                        | 神町駅（じんまち）                                         |
| Stazione di Jimmuji                         | 神武寺駅（じんむじ）                                       |
| Stazione di Jimokuji                        | 甚目寺駅（じもくじ）                                       |
| Stazione di Jina                            | 地名駅（じな）                                             |
| Stazione di Jin'aigurandomae                | 仁愛グランド前駅（じんあいぐらんどまえ）                   |
| Stazione di Jin'ai Joshikōkō                | 仁愛女子高校駅（じんあいじょしこうこう）                   |
| Stazione di Jindai                          | 神代駅 (秋田県)（じんだい）                                |
| Stazione di Jingūji                         | 神宮寺駅（じんぐうじ）                                     |
| Stazione di Jingū-mae                       | 神宮前駅（じんぐうまえ）                                   |
| Stazione di Jingū-Marutamachi               | 神宮丸太町駅（じんぐうまるたまち）                         |
| Stazione di Jingūnishi                      | 神宮西駅（じんぐうにし）                                   |
| Stazione di Jinnoharu                       | 陣原駅（じんのはる）                                       |
| Stazione di Jinryō                          | 神領駅（じんりょう）                                       |
| Stazione di Jiroenbashi                     | 治良門橋駅（じろえんばし）                                 |
| Stazione di Jirōmaru                        | 次郎丸駅（じろうまる）                                     |
| Stazione di Jiyūgaoka (Tokyo)               | 自由が丘駅（じゆうがおか）                                 |
| Stazione di Jiyūgaoka (Aichi)               | 自由ヶ丘駅（じゆうがおか）                                 |
| Stazione di Jizōbashi                       | 地蔵橋駅（じぞうばし）                                     |
| Stazione di Jizōmachi                       | 地蔵町駅（じぞうまち）                                     |
| Jogakuin-mae                                | 女学院前駅（じょがくいんまえ）                             |
| Stazione di Johoku                          | 城北駅（じょうほく）                                       |
| Stazione di Joshidai                        | 女子大駅（じょしだい）                                     |
| Stazione di Jōei                            | 常永駅（じょうえい）                                       |
| Stazione di Jōetsu-Kokusai Ski-jo-mae       | 上越国際スキー場前駅（じょうえつこくさいすきーじょうまえ） |
| Stazione di Jōgasakikaigan                  | 城ヶ崎海岸駅（じょうがさきかいがん）                       |
| Stazione di Jōgawara                        | 城川原駅（じょうがわら）                                   |
| Stazione di Jōge                            | 上下駅（じょうげ）                                         |
| Stazione di Jōgehama                        | 上下浜駅（じょうげはま）                                   |
| Stazione di Jōhana                          | 城端駅（じょうはな）                                       |
| Stazione di Jōko                            | 上戸駅 (福島県)（じょうこ）                                |
| Stazione di Jōkōji                          | 定光寺駅（じょうこうじ）                                   |
| Stazione di Jōmōkōgen                       | 上毛高原駅（じょうもうこうげん）                           |
| Stazione di Jōno (JR Kyushu)                | 城野駅 (JR九州)（じょうの）                                |
| Stazione di Jōno (monorotaia di Kitakyushu) | 城野駅 (北九州高速鉄道)（じょうの）                        |
| Stazione di Jōro                            | 上呂駅（じょうろ）                                         |
| Stazione di Jōshin                          | 浄心駅（じょうしん）                                       |
| Stazione di Jōshū-Fukushima                 | 上州福島駅（じょうしゅうふくしま）                         |
| Stazione di Jōshū-Ichinomiya                | 上州一ノ宮駅（じょうしゅういちのみや）                     |
| Stazione di Jōshū-Nanokaichi                | 上州七日市駅（じょうしゅうなのかいち）                     |
| Stazione di Jōshū-Niiya                     | 上州新屋駅（じょうしゅうにいや）                           |
| Stazione di Jōshū-Tomioka                   | 上州富岡駅（じょうしゅうとみおか）                         |
| Stazione di Jōsui                           | 浄水駅（じょうすい）                                       |
| Stazione di Jōtō (Gunma)                    | 城東駅（じょうとう）                                       |
| Stazione di Jōtō (Okayama)                  | 上道駅 (岡山県)（じょうとう）                              |
| Stazione di Jōyō                            | 城陽駅（じょうよう）                                       |
| Stazione di JR Fujinomori                   | JR藤森駅（じぇいあーるふじのもり）                         |
| Stazione di JR Goidō                        | JR五位堂駅（じぇいあーるごいどう）                         |
| Stazione di JR Kawachi-Eiwa                 | JR河内永和駅（じぇいあーるかわちえいわ）                   |
| Stazione di JR Miyamaki                     | JR三山木駅（じぇいあーるみやまき）                         |
| Stazione di JR Nagase                       | JR長瀬駅（じぇいあーるながせ）                             |
| Stazione di JR Namba                        | JR難波駅（じぇいあーるなんば）                             |
| Stazione di JR Ogura                        | JR小倉駅（じぇいあーるおぐら）                             |
| Stazione di JR Shuntokumichi                | JR俊徳道駅（じぇいあーるしゅんとくみち）                   |
| Stazione di Jūjō (Tokyo)                    | 十条駅 (東京都)（じゅうじょう）                            |
| Stazione di Jūjō                            | 十条駅 (京都市営地下鉄)（じゅうじょう）                    |
| Stazione di Jūjō (Kintetsu)                 | 十条駅 (近鉄)（じゅうじょう）                              |
| Stazione di Jūkujō                          | 十九条駅（じゅうくじょう）                                 |
| Stazione di Jūmonji                         | 十文字駅（じゅうもんじ）                                   |
| Stazione di Jūnikane                        | 十二兼駅（じゅうにかね）                                   |
| Stazione di Jūniko                          | 十二湖駅（じゅうにこ）                                     |
| Stazione di Jūnikyō                         | 十二橋駅（じゅうにきょう）                                 |
| Stazione di Jūnisho                         | 十二所駅（じゅうにしょ）                                   |
| Stazione di Jūō                             | 十王駅（じゅうおう）                                       |
| Stazione di Jūsō                            | 十三駅（じゅうそう）                                       |